# Station Châtel-Nomexy
Station Châtel-Nomexy is een spoorwegstation in de Franse gemeente Nomexy. De andere plaats waarnaar het station vernoemd is is het aangrenzende Châtel-sur-Moselle.